# Procladius umbrosus
Procladius umbrosus är en tvåvingeart som beskrevs av Lehmann 1981. Procladius umbrosus ingår i släktet Procladius och familjen fjädermyggor.
Artens utbredningsområde är Kongo. Inga underarter finns listade i Catalogue of Life.